# 女たらしの帝王
『女たらしの帝王』（おんなたらしのていおう）は、1970年公開の日本映画。製作：東映東京撮影所、配給：東映。

## 概要
梅宮辰夫主演による“帝王シリーズ”第二作。
タイトル命名は岡田茂東映プロデューサー。

## キャスト
- 松永浩：梅宮辰夫
- 金田政雄：山城新伍
- 黒川襟子：花園ひろみ
- 中川泰子：富士真奈美
- セシール華田：根岸明美
- 為永鶴代：賀川雪絵
- 朝生衣子：久里千春
- 宮城千賀子（本人役）：宮城千賀子
- 上田忠男：田中邦衛

## スタッフ
- 監督：斎藤武市
- 脚本：小野竜之助
- 企画：吉野誠一・矢部恒
- 撮影：星島一郎
- 美術：江野慎一
- 音楽：小杉太一郎
- 主題歌：梅宮辰夫「シンボルロック」
- 録音：内田陽造
- 照明：桑名史郎
- 編集：田中修
- 助監督：福湯通夫

## 同時上映
『札つき博徒』
- 監督：小沢茂弘 / 主演：鶴田浩二 / 脚本：笠原和夫・志村正浩